# Medagliere (mobile)
Per medagliere o monetiere si intende un mobile con cassettini e piccoli sportelli, appositamente creato per contenere monete, medaglie, documenti, piccoli oggetti da collezione, gioielli. I piccoli cassetti sono talvolta foderati di velluto o di pelle, con incavi adatti a contenere gli oggetti preziosi da custodire. In francese questo mobile si chiama cabinet.

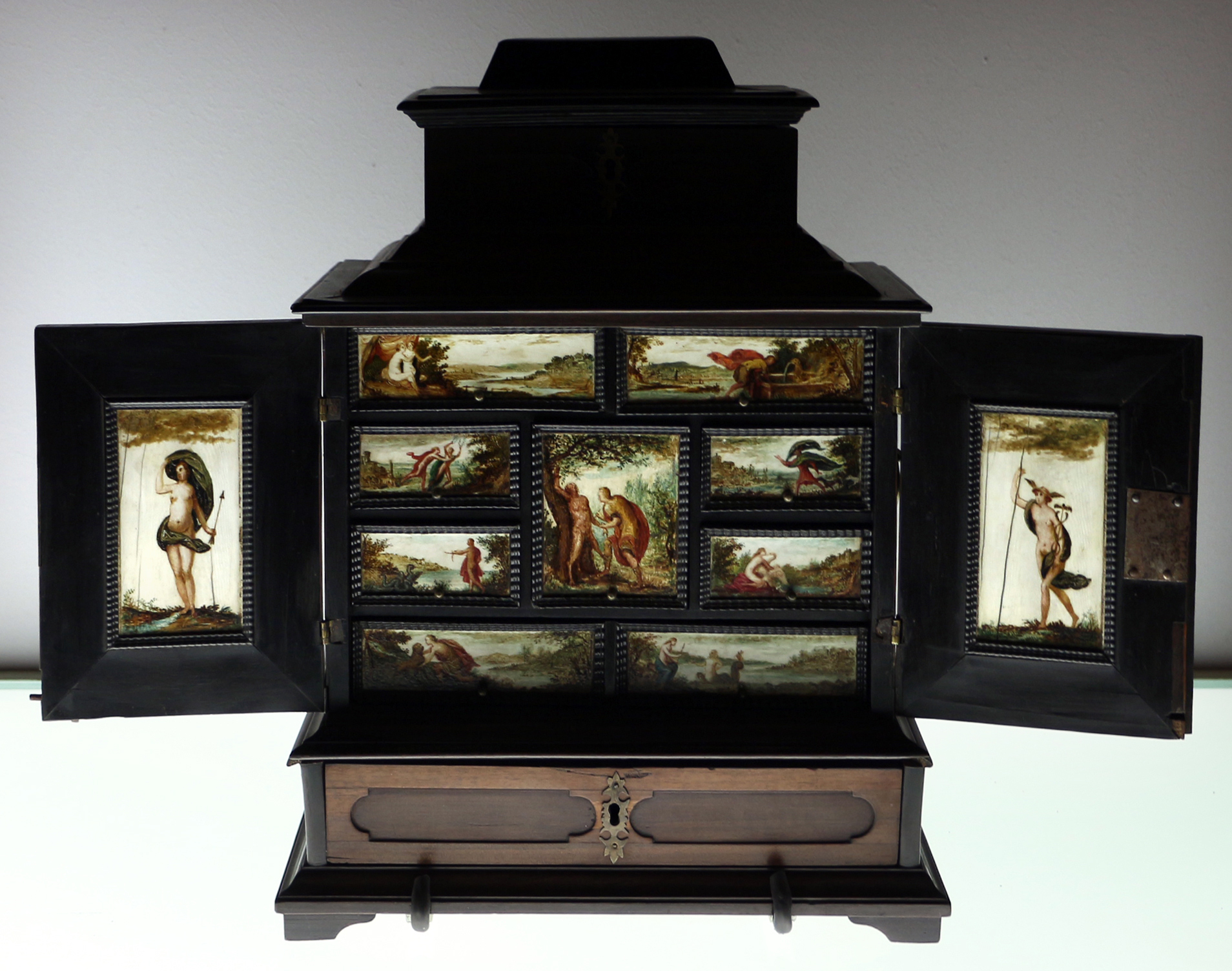
Bottega di Anversa, stipo-monetiere in ebano e avorio, 1650 circa

## Storia
Il medagliere deriva dallo stipo - mobile indifferenziato, oppure sportello che chiude  un vano nel muro - che era adatto a contenere oggetti di diversa natura e di uso differente, ma tutti di contenute dimensioni. Il medagliere assume nel Rinascimento le caratteristiche di mobile d'arredamento con sue specifiche caratteristiche e diventa prezioso, talvolta dalle forme prese a prestito dall'architettura. Viene decorato con bronzi dorati al mercurio, con incrostazioni d'avorio e di pietre dure, di madreperla e di corallo, con piccoli dipinti o incisioni. Suddiviso in sportellini e in piccoli cassetti, talvolta è assicurato dalla chiusura di due sportelli grandi. Se è creato su committenza, riflette i gusti del proprietario, ne porta talvolta lo stemma, ne rappresenta i gusti estetici e anche la natura degli oggetti preziosi che deve contenere e conservare.
Si trovano medaglieri di contenute dimensioni, da poggiare sul ripiano di un altro mobile; ma ne furono creati anche di grandi dimensioni, con il corpo centrale poggiato su gambe, unite da traverse per sostenere il peso di quanto contenuto nei cassetti e dentro gli sportelli.
La moda, dall'Europa dilagò in Medio Oriente, dove fiorì il gusto del medagliere, incrostato di ebano e di avorio e con iscrizioni, augurali o religiose, in arabo. 

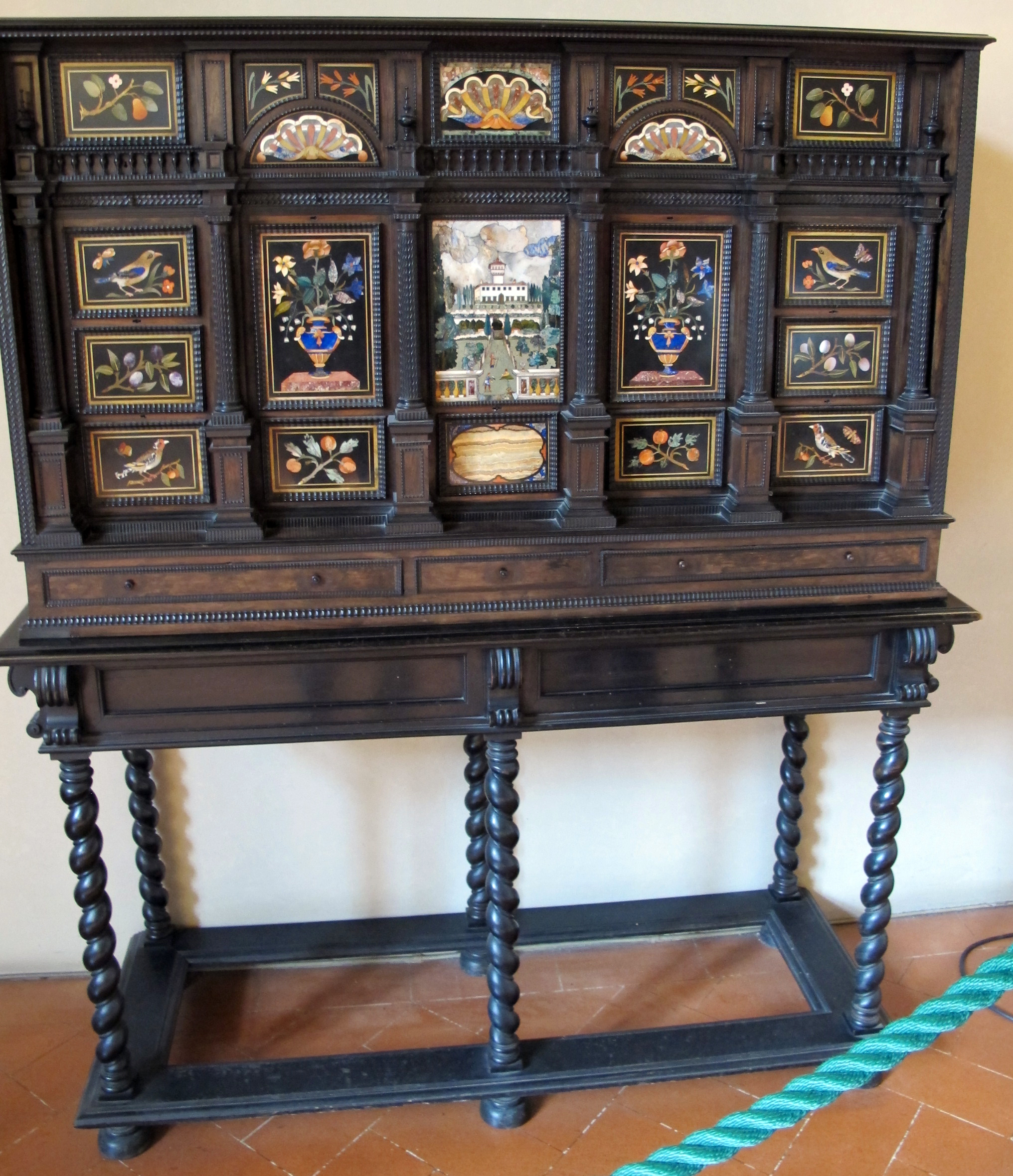
Stipo con veduta di Villa la Petraia, disegno di Giovanni Bilivert, 1610-1630

### Ebanisti che hanno creato medaglieri
Alexandre Jean Oppenordt (1639–1715), ebanista francese di origini olandesi, realizzò dodici medaglieri intarsiati, ad uso del re Luigi XIV di Francia, nel castello di Versailles. 
Charles Cressent (1685–1768), scultore ed ebanista francese nello Stile Reggenza (noto anche come stile rocaille) ha creato cabinet-medaglieri. L'ebanista Antoine Gaudreaux (1680 circa-1751) costruì per Luigi XV di Francia un cabinet che ora si conserva a Parigi, alla Bibliothèque Nationale. L'ebanista Gabriele Capello, detto il Moncalvo (1806–1877), ha prodotto medaglieri.

### Monetieri e medaglieri in musei italiani
All'Armeria Reale (Torino), nella ricca collezione di armi e di armature antiche, ospitata nella manica di collegamento tra il Palazzo Reale e quello della attuale Prefettura, la raccolta di medaglie è custodita in armadi che, tra il 1835 e il 1838, Carlo Alberto fece realizzare su disegno dall'architetto Pelagio Palagi. Nel Museo Mandralisca (Cefalù) si conservano due medaglieri napoletani del Seicento, in palissandro, decorati con dipinti su vetro a soggetto mitologico o biblico. A Palazzo Davanzati (Firenze) nello Studiolo c'è un medagliere fiorentino del XVI secolo. A Palazzo dei Normanni (Palermo) il Salottino del Monetario, negli ex Appartamenti Reali, prende il nome da un medagliere siciliano seicentesco a due corpi, in legno tinto di nero, con dipinti su vetro, tarsie di tartaruga, bronzetti, colonne tortili laccate a finta tartaruga. 

Medaglieri
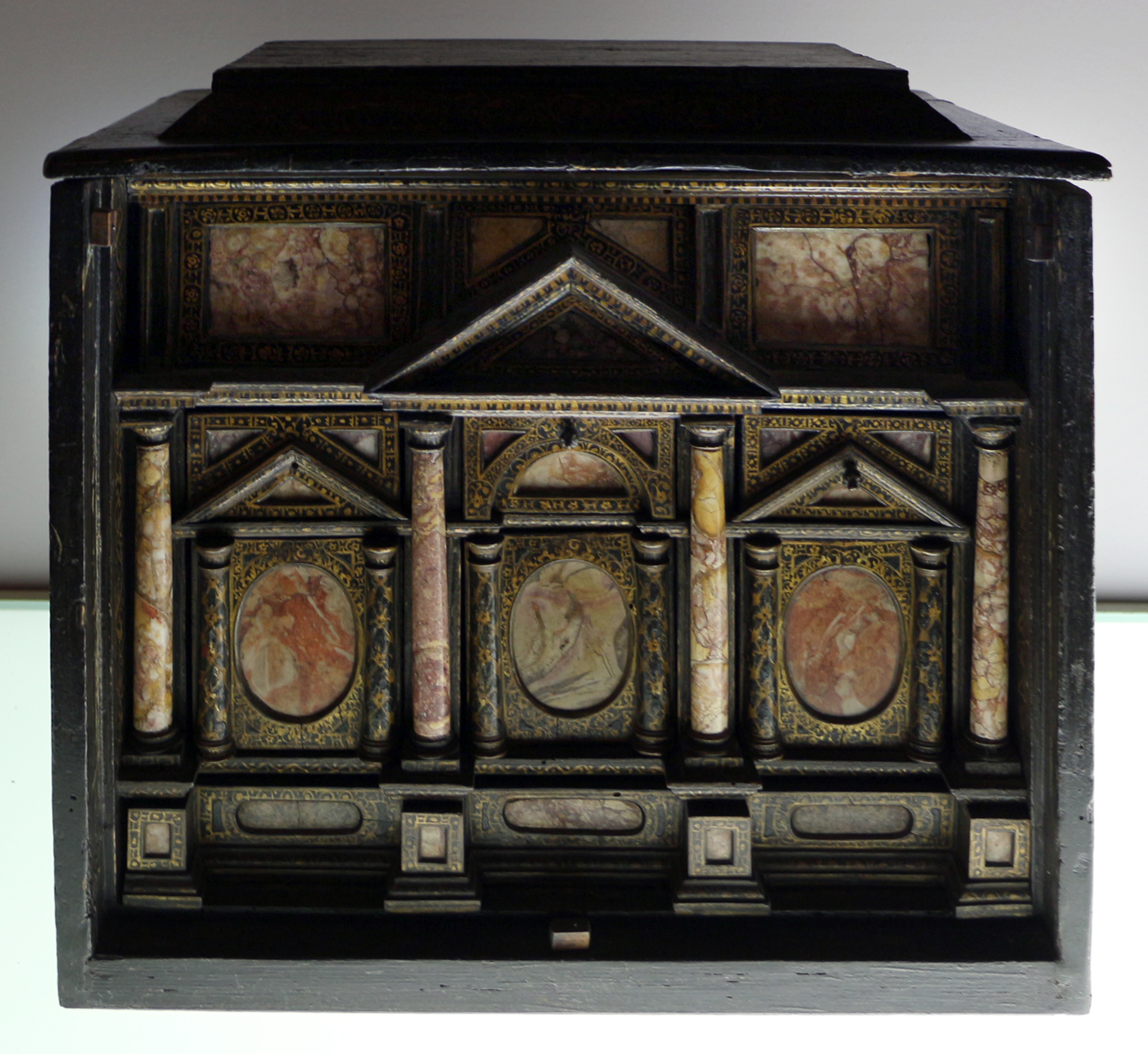
Bottega veneta, medagliere, 1590 circa, Snowshill Manor (Gloucestershire)
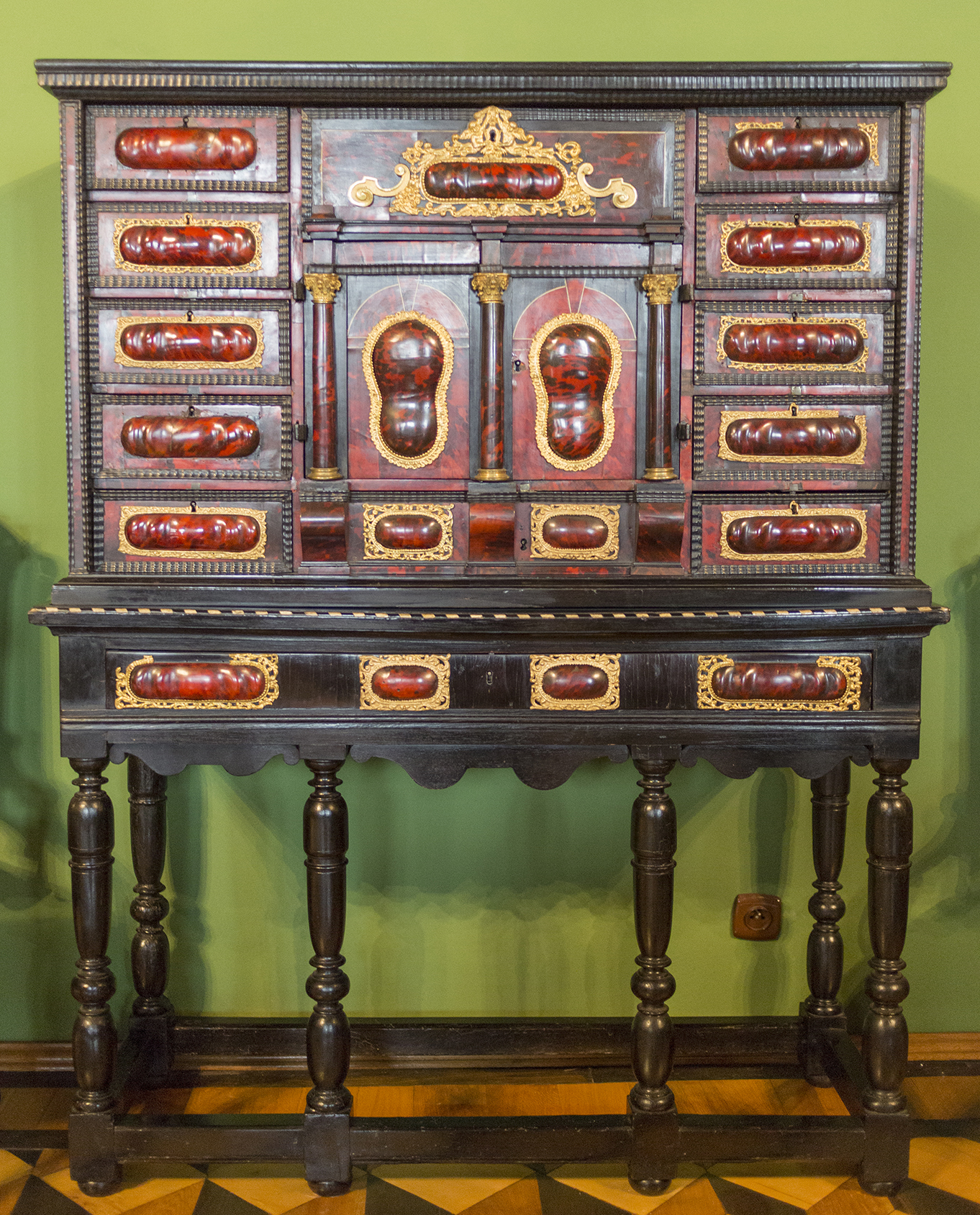
Cabinet, Jagiellonian University Museum (Cracovia)
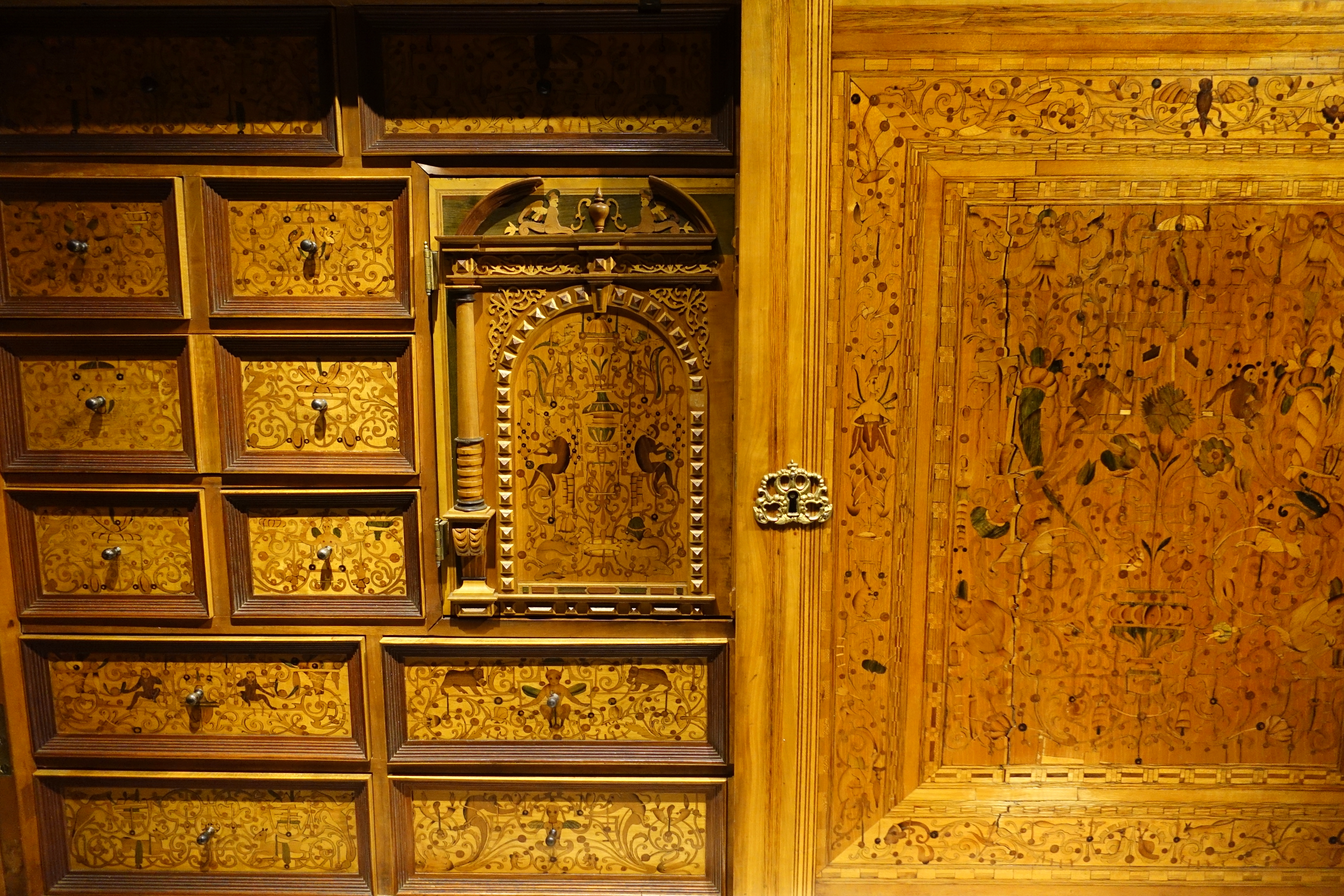
Cabinet, Germania meridionale o Tirolo, 1600-1650, Nordiska Museet (Stoccolma)
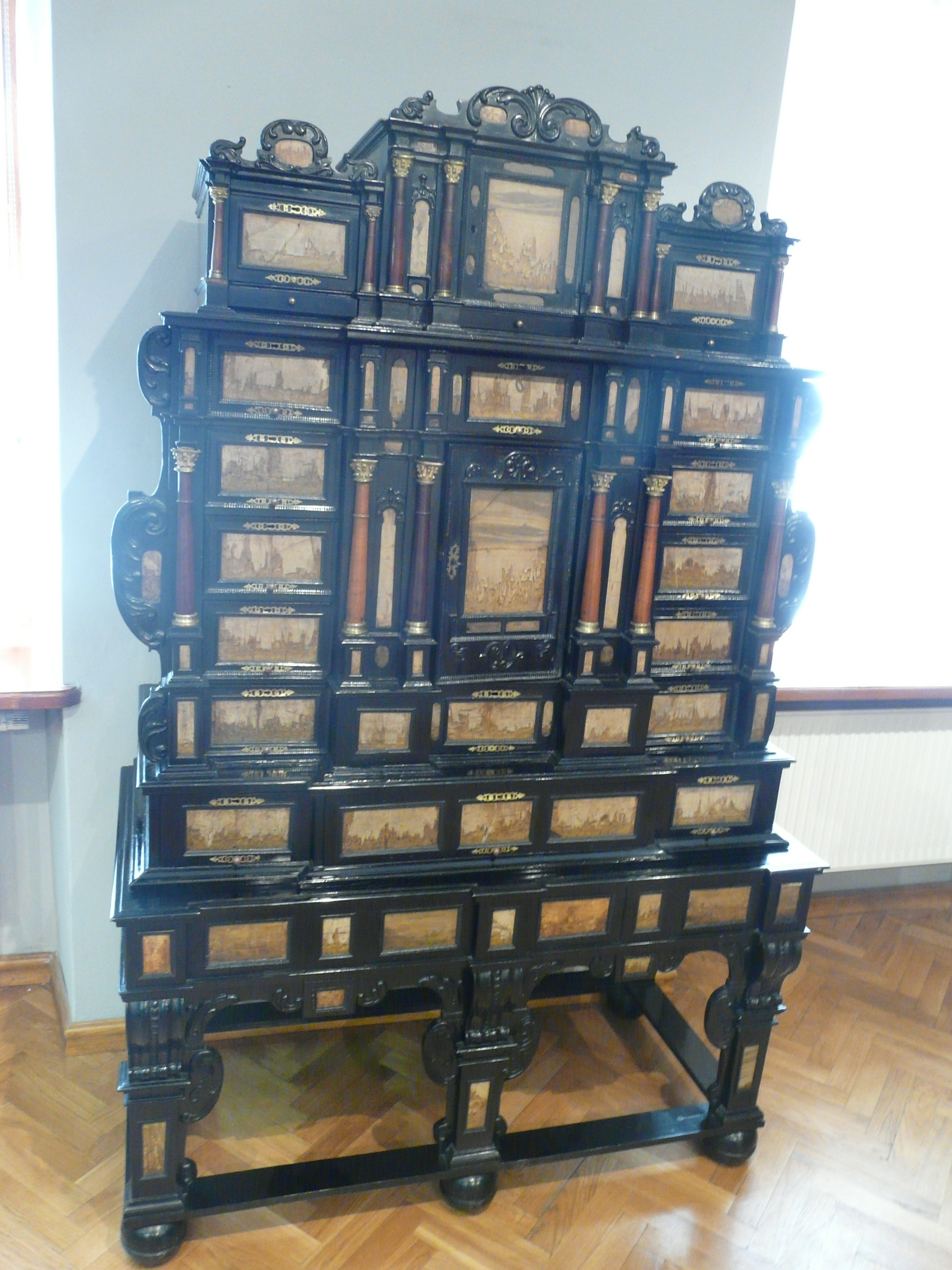
Cabinet, Muzeum Śląska (Cieszyńskiego)
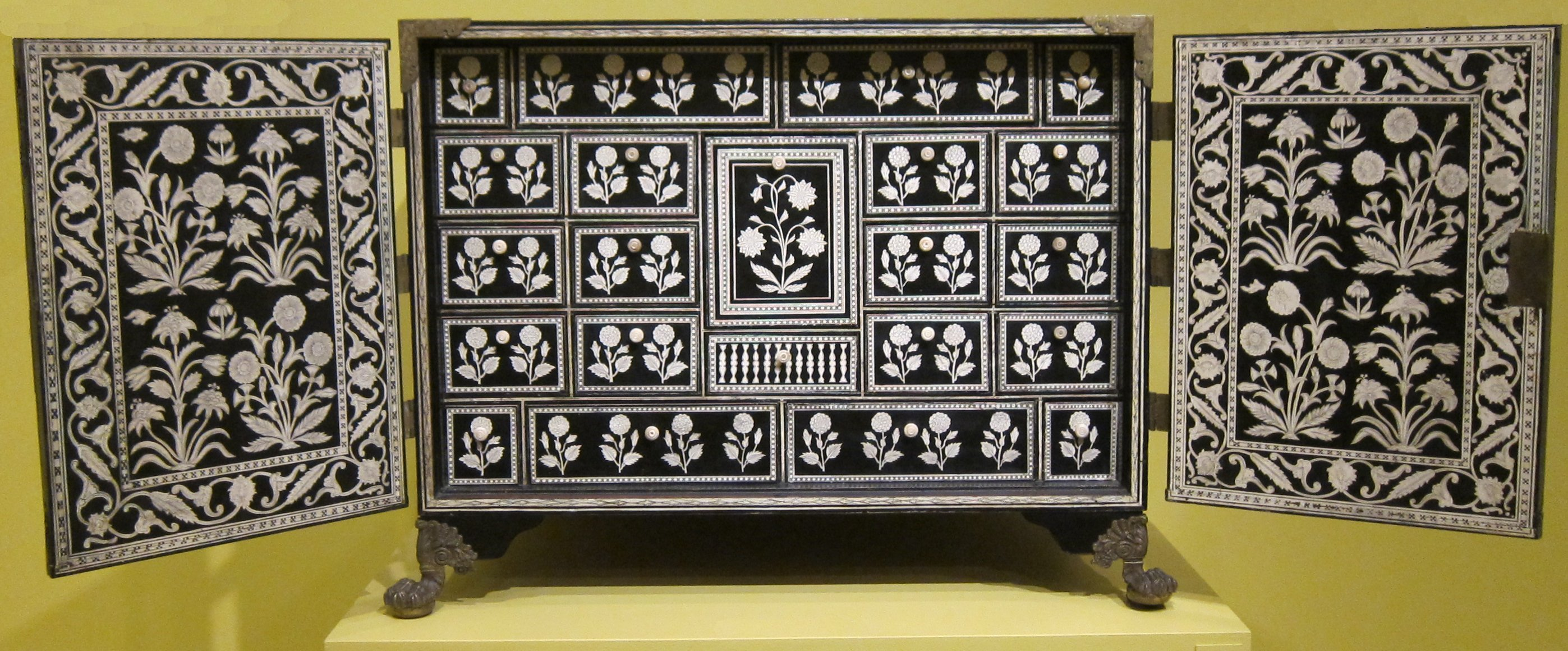
Medagliere inglese, 1815 circa, Academy of Arts, (Honolulu)
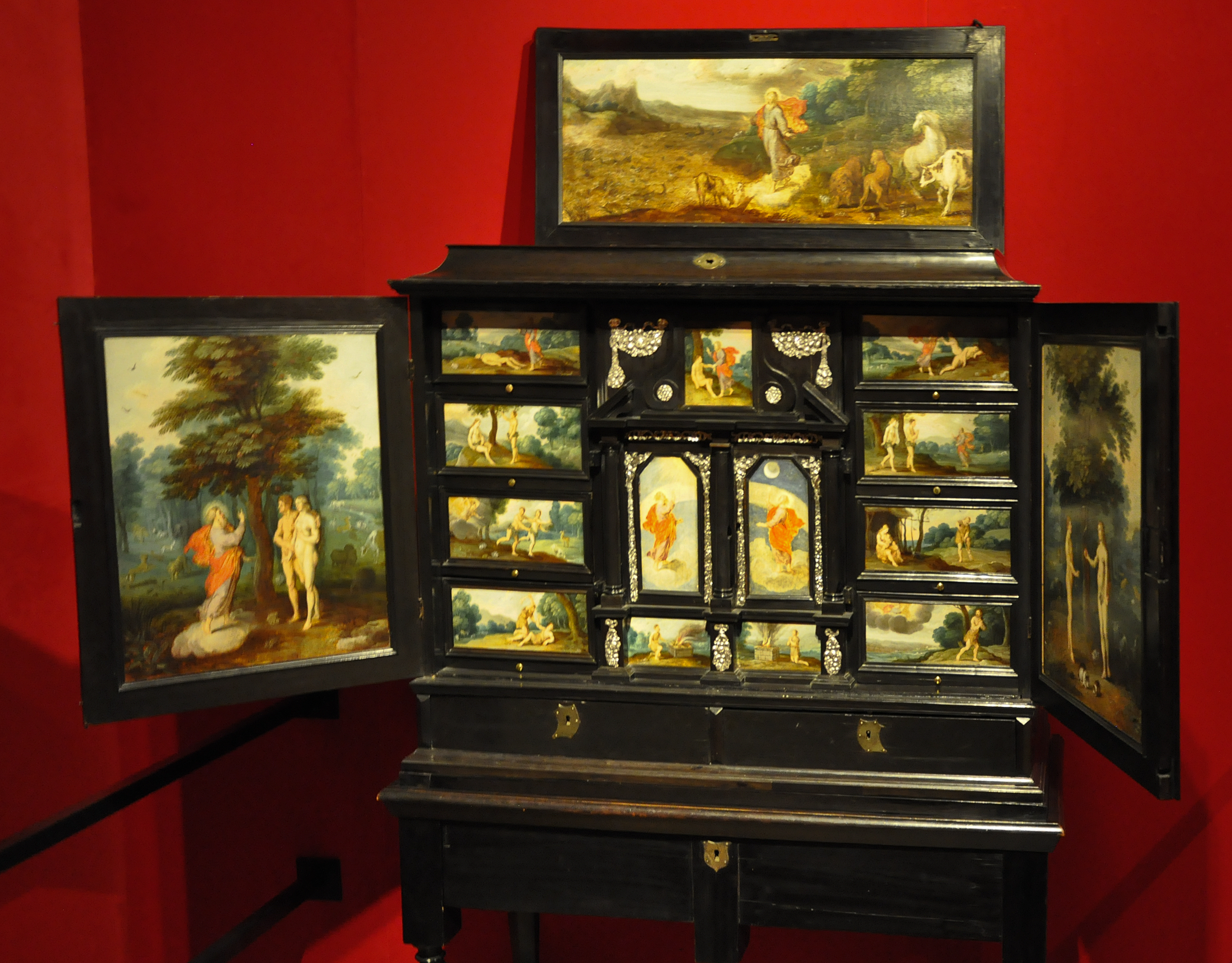
Frans Francken II (1581-1642) - dipinti per  medagliere, Museum aan de Stroom, (Anversa)
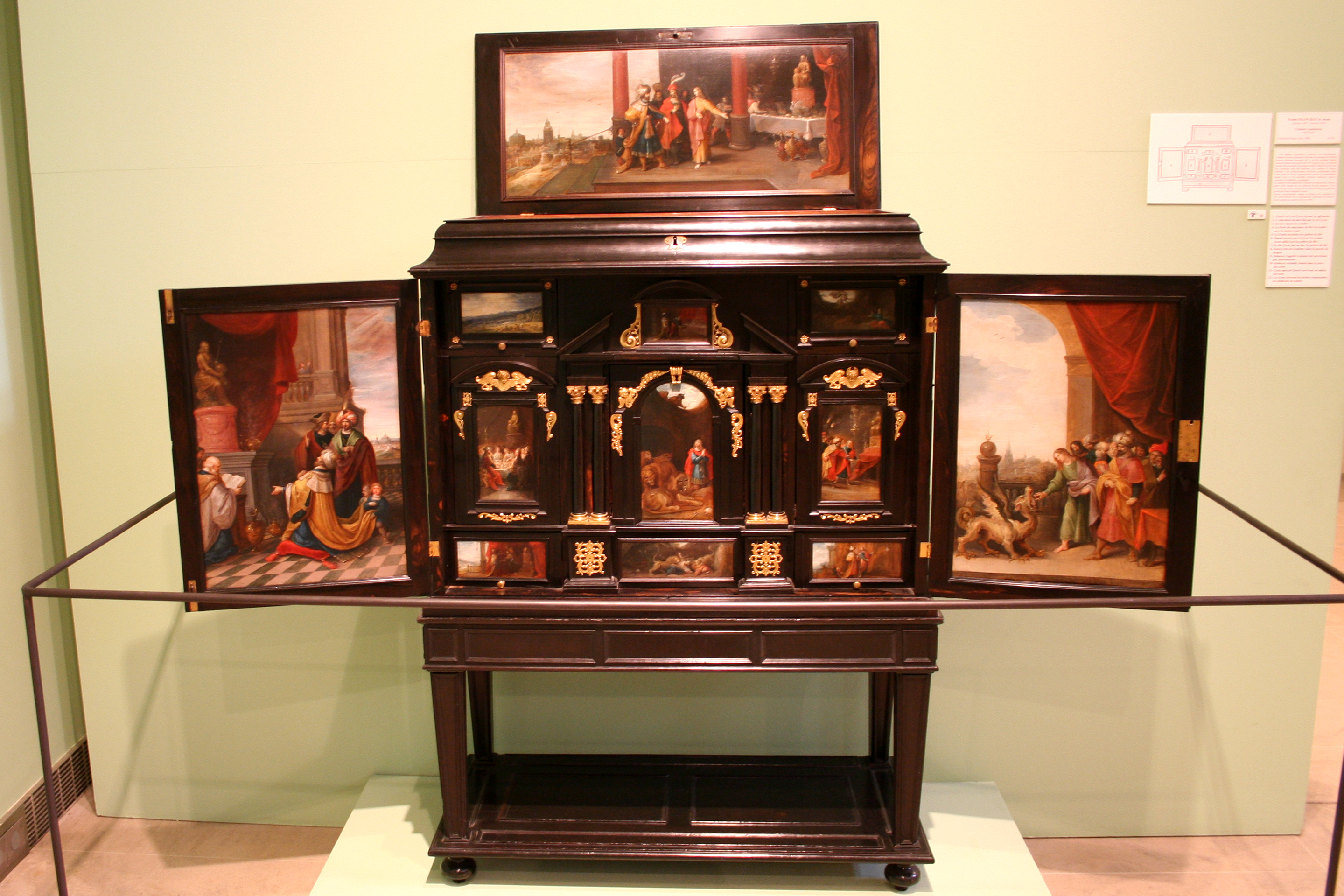
Cabinet con dipinti di Frans Francken II, circa 1620, Musée Calvet